# Swertia ramosa
Swertia ramosa är en gentianaväxtart som beskrevs av W. W. Smith. Swertia ramosa ingår i släktet Swertia och familjen gentianaväxter. Inga underarter finns listade i Catalogue of Life.